# Camerata Ducale
La Camerata Ducale è l'orchestra della stagione concertistica Viotti Festival di Vercelli.

## Storia
Fondata nel 1992, da Guido Rimonda e Cristina Canziani, con l'intento di eseguire le opere del compositore e violinista Giovanni Battista Viotti, diviene, nel 1997, l'orchestra del Viotti Festival. Nel corso degli anni ha suonato con solisti come Salvatore Accardo, Shlomo Mintz, Uto Ughi, Andrea Bacchetti, Pietro De Maria, Isabelle Faust, Richard Galliano, Igudesman & Joo e molti altri.
Ogni anno è ospite di importanti stagioni concertistiche nazionali e in tournée all'estero (Francia, Giappone, Guatemala, Stati Uniti, Bahrain, Georgia, Sudafrica).
Nel ventennale della sua fondazione l'ensemble diretto da Guido Rimonda ha raggiunto un altro importante traguardo con il Progetto Viotti su etichetta Decca Records. L'impegno discografico prevede l'integrale delle composizioni per violino e orchestra di Viotti in 15 CD in uscita fino al 2018.
Il nome Camerata Ducale è ispirato alla Cappella Ducale dei Savoia, l'orchestra di Torino che nel Settecento, sotto l'egida di Casa Savoia, era composta dai più importanti violinisti italiani dell'epoca come Giovanni Battista Somis, Gaetano Pugnani e lo stesso Viotti.
Dalla fondazione il direttore musicale è Guido Rimonda e il direttore artistico Cristina Canziani.

## Discografia
- 2011 Libertango in Tokyo (EmiMusic Japan), Naoko Terai violino, Richard Galliano fisarmonica, Camerata Ducale
- 2012 Viotti, Conc. vl. n. 22/Conc. vl. n. 24/Meditazione in preghiera - Rimonda/Camerata Ducale, Decca
- 2012 Viotti, Conc. vl. n. 25/Conc. vl. n. 12/Tema e var. per vl. e orch. - Rimonda/Camerata Ducale, Decca
- 2013 Rimonda, Le violon noir - Camerata Ducale, Decca
- 2014 Viotti, Conc. vl. n. 4, 20 (Cadenze originali) e 30 - Rimonda/Camerata Ducale, Decca
- 2015 Viotti, Conc. vl. n. 2, 19 (Cadenze originali), 31 (frammento) - Rimonda/Camerata Ducale, Decca
- 2015 Haydn, Conc. pf. n. 11/Conc. vlc. Hob. VIIb:1/Conc. vl. Hob.VIIa:4 - Baglini/Chiesa/Rimonda/Camerata Ducale, Decca
- 2015 Frate Alessandro, Voice of peace - Rimonda/Camerata Ducale, Decca
- 2016 Viotti, Conc. vl. n. 6, 8, 9 - Rimonda/Camerata Ducale, Decca